# Horváth Rajmund
Horváth Rajmund (Szombathely, 2003. szeptember 23.– ) magyar korosztályos válogatott labdarúgó, a Vasas játékosa.

## Pályafutása

### Klubcsapatokban
Horváth 2021. február 14-én, 17 évesen debütált a Haladás felnőtt csapatában, egy Vasas elleni hazai bajnokin (0–0). A szezon után, 2021. június 26-án aláírta első profi szerződését a Haladásnál. Első gólját 2021. augusztus 18-án szerezte, egy Békéscsaba elleni győzelem alkalmával (3–1).

### A válogatottban
Az U18-as magyar válogatottban 2021-ben egy alkalommal lépett pályára. Az U19-es nemzeti csapatban 17 évesen debütálhatott, 2021. augusztus 4-én, egy Szlovákia elleni győztes felkészülési mérkőzésen (3–0). 2022 márciusáig összesen 6 alkalommal ölthette magára a címeres mezt, ezeken a találkozókon 2 gólt ért el.

## Statisztika

### Klubcsapatokban
Utolsó elszámolt mérkőzés dátuma: 2025. augusztus 11.
| Klub           | Szezon         | Bajnokság      | Bajnokság | Bajnokság | Kupa  | Kupa  | Nemzetközi | Nemzetközi | Egyéb | Egyéb | Összesen | Összesen |
| Klub           | Szezon         | Liga           | Mérk.     | Gólok     | Mérk. | Gólok | Mérk.      | Gólok      | Mérk. | Gólok | Mérk.    | Gólok    |
| -------------- | -------------- | -------------- | --------- | --------- | ----- | ----- | ---------- | ---------- | ----- | ----- | -------- | -------- |
| Haladás        | 2020–21        | NB II          | 3         | 0         | —     | —     | —          | —          | —     | —     | 3        | 0        |
| Haladás        | 2021–22        | NB II          | 35        | 4         | 2     | 0     | —          | —          | —     | —     | 37       | 4        |
| Haladás        | 2022–23        | NB II          | 27        | 4         | 1     | 0     | —          | —          | —     | —     | 28       | 4        |
| Haladás        | 2023–24        | NB II          | 32        | 4         | 2     | 2     | —          | —          | —     | —     | 34       | 6        |
| Haladás        | Összesen       | Összesen       | 97        | 12        | 5     | 2     | —          | —          | —     | —     | 102      | 14       |
| Gyirmót        | 2024–25        | NB II          | 28        | 8         | 2     | 0     | —          | —          | —     | —     | 30       | 8        |
| Gyirmót II     | 2024–25        | NB III         | 1         | 1         | —     | —     | —          | —          | —     | —     | 1        | 1        |
| Vasas          | 2025–26        | NB II          | 1         | 0         | —     | —     | —          | —          | —     | —     | 1        | 0        |
| Teljes karrier | Teljes karrier | Teljes karrier | 127       | 21        | 7     | 2     | —          | —          | —     | —     | 134      | 23       |

1. ↑  Magában foglalja a magyar kupában való pályára lépéseit.